# Équipe d'Autriche de Coupe Davis
L'équipe d'Autriche de Coupe Davis représente l'Autriche à la Coupe Davis. Elle est placée sous l'égide de la Fédération autrichienne de tennis (ÖTV).

## Historique
Créée en 1905, l'équipe d'Autriche de Coupe Davis a obtenu son meilleur résultat en 1990 en atteignant les demi-finales de l'épreuve notamment sous l'impulsion de Thomas Muster.

## Joueurs notables de l'équipe
| Joueur                                                                 | Bilan (V - D) | Bilan (V - D) | Bilan (V - D) | Rencontres | Années | Années        |
| Joueur                                                                 | Total         | Simple        | Double        | Rencontres | Total  | Période       |
| ---------------------------------------------------------------------- | ------------- | ------------- | ------------- | ---------- | ------ | ------------- |
| Thomas Muster                                                          | 45-18         | 36-8          | 9-10          | 24         | 12 ans | 1984-1997     |
| Jürgen Melzer                                                          | 37-41         | 22-29         | 15-12         | 38         | 22 ans | 1999-en cours |
| Stefan Koubek                                                          | 20-19         | 20-19         | -             | 22         | 13 ans | 1998-2011     |
| Alex Antonitsch                                                        | 19-22         | 6-8           | 13-14         | 27         | 13 ans | 1984-1996     |
| Alexander Peya                                                         | 11-16         | 4-6           | 7-10          | 22         | 17 ans | 1999-2016     |
| Julian Knowle                                                          | 12-13         | 1-0           | 11-13         | 24         | 14 ans | 1999-2017     |
| Oliver Marach                                                          | 11-5          | 4-1           | 7-4           | 13         | 9 ans  | 2003-en cours |
| Dennis Novak                                                           | 8-3           | 8-3           | -             | 8          | 4 ans  | 2016-en cours |
| Dominic Thiem                                                          | 10-6          | 9-4           | 1-2           | 7          | 6 ans  | 2014-en cours |
| Philipp Oswald                                                         | 3-2           | -             | 3-2           | 5          | 4 ans  | 2014-2018     |
| En gras, les joueurs encore en activité et les meilleures performances |               |               |               |            |        |               |